# Fiebre del soldador
La fiebre de los humos metálicos (FHM) comúnmente llamada "fiebre del metal", es generalmente una patología benigna de corta duración que sucede tras la exposición a vapores metálicos, óxido de cinc (ZnO) en concentraciones superiores a 400 mg/m³. También se puede producir al exponerse a vapores de otros metales como cobre, magnesio, cadmio o níquel entre otros.
La fiebre del soldador es el trastorno agudo de la respiración más común que sufren los soldadores, generalmente aquellos que son trabajadores nuevos o los que se incorporan al trabajo después de un periodo de inactividad.
Esta enfermedad se produce como consecuencia de la liberación de pirógenos por los macrófagos pulmonares, cuando se produce una lesión por parte de las partículas del compuesto metálico.

## Síntomas
Es una enfermedad que dura de 24 a 48 horas y suele producir síntomas similares a los producidos por la gripe:
- Fiebre
- Mialgia
- Sudoración
- Temblores
- Signos de inflamación a nivel del tracto respiratorio (tos y expectoración , ronquera y/o crepitantes pulmonares, infiltrados pulmonares irregulares y un aumento de la congestión vascular en la radiografía del tórax)
- Dolor de articulaciones
- Calambres musculares
- Fatiga y malestar general
- Dolor de cabeza, vómitos y sabor metálico

Estos síntomas duran varias horas y suelen ir seguidos de transpiración, somnolencia y a menudo poliuria y diarrea.

## Biomarcadores
Se miden los niveles de leucocitos polimorfonucleares y los niveles de cinc en sangre. En esta intoxicación tanto los niveles de cinc como los leucocitos polimorfonucleares están elevados en sangre.

## Riesgo y protección
Los riesgos en la salud y los efectos asociados con los gases y humos vienen determinados por:
1. El tiempo de exposición.
2. El tipo de soldadura que se realiza.
3. El ambiente de trabajo.
4. La protección que se esté usando.[2]

Se pueden realizar algunas acciones preliminares para determinar el grado de riesgo:
- Identificar los materiales peligrosos que se utilizan en operaciones de soldadura.
- Determinar la toxicidad de los materiales y establecer un límite máximo de concentraciones aceptables en la zona de respiración, de acuerdo con el valor umbral límite (TLV) y el nivel permisible de exposición (PEL).
- Evaluar las prácticas y procedimientos de trabajo de los soldadores, para ayudar a comprender la forma en que los materiales tóxicos representan un peligro para la salud.
- Evaluar el riesgo sobre la base de lo anterior.

Después de evaluarse los riesgos de salud, el próximo paso consiste en asegurar su control. Existen tres métodos básicos de control de humo y vapor de las soldaduras:
- Cambiar los procedimientos de soldadura para reducir/cambiar la cantidad y tipo de vapores y humos generados.
- Extraer vapores y humos de soldadura en su origen, utilizando ventilación local de extracción.
- Aislar los soldadores del humo y los vapores, por medio de respiradores y otros equipos de protección personal.

### Valor umbral límite (TLV)
El Reglamento de Control de Sustancias Peligrosas para la salud 2002 (Control of Sustancies hazardous to Health Regulations) requiere el análisis de la exposición laboral a sustancias peligrosas para que se puedan prevenir o controlar adecuadamente.
El primer paso para cuantificar el potencial de exposición a humos y gases de soldadura es entender los procesos de soldadura más comunes, sus tasas de generación relativa de humo (TGRH) y otros factores potenciales de exposición.
El límite de exposición laboral (TLV) que no debe superarse para la fracción respirable de óxido de cinc es de 2 mg/m³.

## Tratamiento
El tratamiento es sintomático: antihistamínicos, antigripales...etc.
La recuperación suele ser completa al cabo de unas 24 horas sin que queden secuelas.